# 광주 안씨

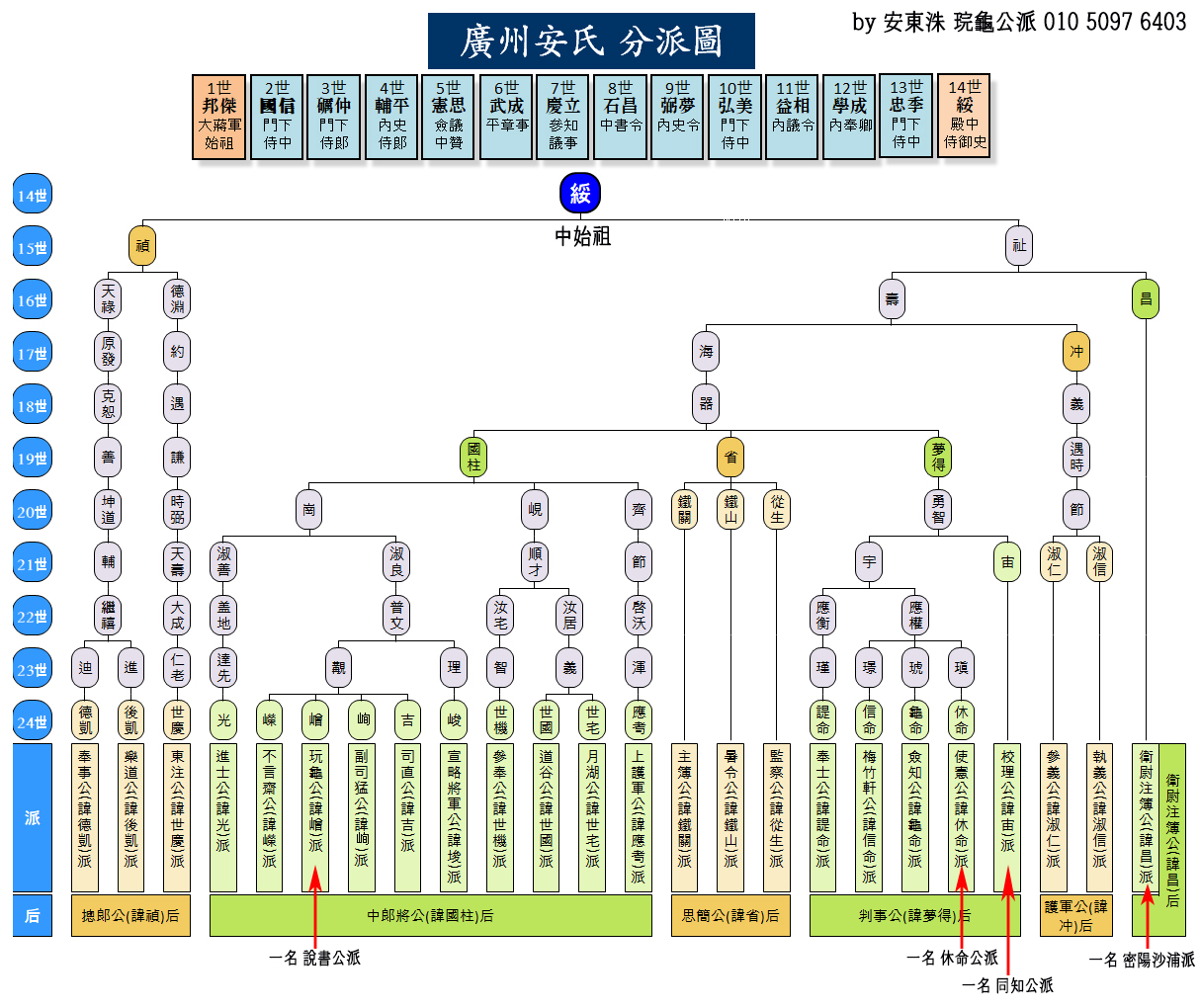
1983년 간행 광주안씨 대동보의 '광주안씨 각파 세계도'를 이미지화 한것임

광주 안씨(廣州安氏)는 경기도 광주시를 본관으로 하는 한국의 성씨이다.

## 역사
광주 안씨(廣州 安氏) 시조(始祖) 안방걸(安邦傑)은 고려(高麗) 태조(太祖) 때 대장군(大將軍)을 역임하고, 광주군(廣州君)에 봉(封)해졌다고 한다. 안방걸(安邦傑)은 고려 태조 왕건(王建)이 삼국(三國)을 통일하는 시기에 광주지방(廣州地方)의 향리(鄕吏)로 광주의 안정(安定)에 공적(功績)이 있어 대장군(大將軍)의 군직(軍職)을 가지고, 토성분정(土姓分定)에 의한 성씨(姓氏)를 안씨(安氏)로 스스로 가지고 광주(廣州)를 생활 근거로 거주하였으므로 후손(後孫)이 본관(本貫)으로 삼아 왔다.

## 분파
광주 안씨(廣州 安氏)에는 다음과 같이  총 6후(后) 24파(派)가 있다.
총랑장공 휘 안정 후(摠郞將公 諱 安禎 后)
- 봉사공파(奉事公派) - 파조 안덕개(安德凱)
- 락도공파(樂道公派) - 파조 안후개(安後凱)

- 동주공파(東注公派) - 파조 안세경(安世慶)

중랑장공  휘 안국주 후(中郞將公 諱 安國柱 后) 
- 진사공파(進士公派) - 파조 안광(安光)
- 불언재공파(不言齋公派) - 파조 안영(安嶸)

- 완귀공파(玩龜公派) - 파조 안증(安嶒)          * 일명 설서공파(說書公派)

- 부사맹공파(副司猛公派) - 파조 안순(安峋)

- 사직공파(司直公派) - 파조 안길(安吉)

- 선략장군공파(宣略將軍公派) - 파조 안준(安峻)

- 참봉공파(參奉公派) - 파조 안세기(安世機)

- 도곡공파(道谷公派) - 파조  안세국(安世國)

- 월호공파(月湖公派) - 파조 안세택(安世宅)

- 상호군공파(上護軍公派) - 파조 안응구(安應耉)

사간공 휘 안성 후(思簡公 諱 安省 后) 
- 주부공파(主簿公派) - 파조 안철관(安鐵關)

- 서령공파(暑令公派) - 파조 안철산(安鐵山)

- 감찰공파(監察公派) - 파조 안종생(安從生)

판사공 휘 안몽득 후(判事公 諱 安夢得 后) 
- 봉사공파(奉士公派) - 파조 안시명(安諟命)

- 매죽헌공파(梅竹軒公派) - 파조 안신명(安信命)

- 첨지공파(僉知公派) - 파조 안귀명(安龜命)

- 사헌공파(使憲公派) - 파조 안휴명(安休命)       * 일명 휴명공파(休命公派)

- 교리공파(校理公派) - 파조 안주(安宙)             * 일명 동지공파(同知公派)

호군공 휘 안충 후(護軍公 諱 安沖
- 참의공파(參義公派) - 파조 안숙인(安淑仁)

- 집의공파(執義公派) - 파조 안숙신(安淑信)

위위주부공 휘 안창 후(衛尉注簿公 諱 安昌 后)      
- 위위주부공파(衛尉注簿公派) - 파조 안창(安昌) * 일명 밀양사포파(密陽沙浦派)

## 세계
- 광주안씨 시조(始祖) 諱 안방걸(安邦傑) : 고려태조 때 광주군(廣州君) 고려대장군(高麗大將軍)
- 2세 안국신(安國信) : 문하시중(門下侍中)
- 3세 안여중(安礪仲) : 문하시랑(門下侍郞)
- 4세 안보평(安輔平) : 내사시랑(內史侍郞)
- 5세 안헌사(安憲思) : 첨의중찬(僉議中贊)
- 6세 안무성(安武成) : 평장사(平章事)
- 7세 안경립(安慶立) : 참지의사(參知議事), 묘가 양주 서면에 있다. (墓在楊州西面)
- 8세 안석창(安石昌) : 중서령(中書令)
- 9세 안필몽(安弼夢) : 내사령(內史令)
- 10세 안홍미(安弘美) : 문하시중(門下侍中)
- 11세 안익상(安益相) : 내의령(內議令)
- 12세 안학성(安學成) : 내봉경(內奉卿)
- 13세 안충계(安忠季) : 문하시중(門下侍中)
- 14세 안유(安 綏) : 전중시어사(殿中侍御史)
- 15세 안지(安 祉) : 군기사판사(軍器寺判事), 광록대부(光錄大夫), 상호군(上護軍)
- 17세 안충(安 忠) : 상호군(上護軍)
- 21세 안숙신(安淑信) : 집의공(執義公)

## 정재계
- 안성(安省, 1344년 ∼ 1421년) : 1380년(우왕 6) 문과에 급제하여 보문각직학사(寶文閣直學士)를 거쳐 상주판관이 되었다. 조선 개국 후 최초 청백리이며 영백, 해백, 한성윤, 강원도 관찰사, 좌참찬, 개성유휴를 거쳐 평양백하다. 관찰사 부임시 태종의 친필을 받았고 그 판각본이 현재 남아있다. 시호는 사간(思簡)이다.
- 안완경(安完慶, ? ~ 1453년) : 1423년(세종 5) 식년문과 급제, 집현전 직제학, 중시(重試)급제, 부제학, 대사헌을 거쳐 충청감사 재임시 계유정난후 수양대군에 의하여 순절하다. 단종의 충신으로 강원도 영월 정충단(貞忠壇)에 부식하다. 호는 정암(貞庵)이다.
- 안팽명 (安彭命, 1447년~  1492년) : 안성(安省)의 손자. 1476년 문과급제, 통정대부, 지재교, 대사간, 대사성겸 춘추관 편수관하다. 청백리(淸白吏)에 록(錄)함.
- 안윤손(安潤孫, 1450년 ~ 1520년) :  1476년 별시 문과에 급제하여 형조참판에 이르렀다.
- 안황(安滉, 1549년 ~ 1593년) : 1574년(선조 7) 문과에 합격하고, 1590년 사도시정(司䆃寺正), 1592년 돈녕부도정(敦寧府都正)을 역임하였다. 임진왜란이 일어나자 왕을 호종하다가 1593년 의주로부터 환도하는 중도에 졸하다. 1604년 호성공신(扈聖功臣) 2등에 책록되고 광양군(廣陽君)에 추봉되었으며, 뒤에 형조판서에 추증되었다.
- 안정복(安鼎福, 1721년 ~ 1791년) : 역사학자, 실학자,  조선조 최고 역사서 동사강목 외 다수 저술. 광주안씨 경술보(1790년)서두에 변무(辨誣=거짓을 밝힘)글로 "안씨동원보(安氏同原譜=조선의 안씨들은 중국에서 온 이씨이다 라는 거짓 족보)에 후손들은 속지말라" 라고 경계함. 광성군에 봉해짐. 잡동사니(雜同散異)라는 책명은 명사가 되었다.
- 안종화(安鍾和) : 1905년 을사조약이 체결되자 민영환과 함께 조약의 폐기를 강력히 주장하였으나 뜻을 이루지 못하고 낙향하였다.‘국조인물지(國朝人物志)’를 편찬했다.
- 안동수(安東洙, 1941년 ~ ) : 제50대 법무부 장관을 역임하였다.
- 안경환(安京煥, 1948년 ~ ) : 서울대학교 법대 교수, 제4대 국가인권위원회 위원장을 역임하였다.

## 과거 급제자
조선시대 과거 급제자는 안종록(安宗祿, 1566 丙寅生) : 문과(文科) 선조29년(1596) 정시 갑과(甲科) 장원급제, 안욱(安旭, 1564 甲子生) : 문과(文科) 선조35년(1602) 알성시 갑과(甲科) 장원급제, 안주(安宙, 1495 乙卯生) : 문과(文科) 중종23년(1528) 식년시 을과(乙科), 안대진(安大進, 1561 辛酉生) : 문과(文科) 선조19년(1586) 중시 병과(丙科), 안헌징(安獻徵, 1600 庚子生) : 문과(文科) 광해군13년(1621) 정시 을과(乙科), 안후석(安后奭, 1683 癸亥生) : 문과(文科) 영조2년(1726) 식년시 병과(丙科), 안효철(安孝轍, 1855 乙卯生) : 문과(文科) 고종24년(1887) 별시 병과(丙科), 안구(1855 乙卯生) : 문과(文科) 성종25년(1494) 별시 병과(丙科), 안한영(安漢英, 1855 乙卯生) : 문과(文科) 중종2년(1507) 증광시 병과(丙科), 안우(安宇, 1855 乙卯生) : 문과(文科) 중종19년(1524) 별시 병과(丙科) 등 모두 165명이 있다. 문과 45명, 무과 11명, 사마시 109명이다.

## 항렬자
- 대동항렬

| 32세   | 33세     | 34세   | 35세     | 36세          | 37세                       | 38세                 | 39세                       | 40세                 | 41세                       | 42세                 | 43세                       | 44세                 | 45세                       | 46세                 | 47세                       | 48세                 |
| ------ | -------- | ------ | -------- | ------------- | -------------------------- | -------------------- | -------------------------- | -------------------- | -------------------------- | -------------------- | -------------------------- | -------------------- | -------------------------- | -------------------- | -------------------------- | -------------------- |
| 경(景) | 口중(重) | 효(孝) | 口원(遠) | 종(鍾) 언(彦) | 口수(洙) 口하(河) 口진(鎭) | 병(秉) 석(碩) 영(榮) | 口환(煥) 口문(文) 口엽(燁) | 재(在) 기(基) 국(國) | 口현(鉉) 口호(鎬) 口용(鎔) | 영(永) 태(泰) 한(漢) | 口근(根) 口식(植) 口표(杓) | 연(然) 광(光) 사(思) | 口규(奎) 口균(均) 口식(埴) | 석(錫) 진(鎭) 연(鍊) | 口상(相) 口동(東) 口정(禎) | 욱(煜) 변(變) 형(炯) |

## 본관
광주(廣州)는 서울 남부(南部) 일대(一帶)와 경기도(京畿道) 중부(中部)를 통칭(通稱)하는 옛 지명(地名)으로 기원전 18년 백제 시조 온조왕 13년(백제 온조왕 13) 하남위례성(河南慰禮城)이라 불리어졌으며, 371년(근초고왕 25)까지 이곳을 한성(漢城)이라 하여 376년간 백제(百濟)의 도읍(都邑)이었다. 553년(성왕 31) 신라(新羅)에게 땅을 빼앗겨 신라(新羅)의 한산주(漢山州)가 되었다가 756년(신라 경덕왕 15) 한주(漢州)로 개칭(改稱)하였다. 940년(고려 태조 23)에 광주(廣州)로 고치고, 983년(성종 2) 광주목(廣州牧)이 되었다. 995년(성종 14) 12절도사를 둘 때 봉국군절도사(奉國軍節度使)로 고쳐 관내도에 예속(隸屬)시켰다.
1012년(현종 3)에는 안무사(按撫使)로 고쳤으며 1018년 목사(牧使)를 두었다. 1395년(태조 4) 광주목(廣州牧)으로 경기좌도(京畿左道)에 편입(編入)되었다. 1505년(연산군 15) 주를 폐하였다가 1618년(광해군 10)에 광주부(廣州府)로 승격(昇格)하였다. 1895년(고종 32) 지방제도(地方制度) 개정(改定)으로 광주군(廣州郡)이 되었다. 1979년 광주면(廣州面)이 읍(邑)으로 승격(昇格)한 이후(以後) 1989년 동부읍과 서부면이 하남시로 통합(統合), 독립(獨立)하는 등(等) 규모(規模)는 축소(縮小)되었다. 2001년 광주군(廣州郡)이 광주시(廣州市)로 승격(昇格)하였다.

### 대종회
광주안씨 대종회 소재지는 경상남도 함안군 가야읍 선왕동의 봉산재(逢山齋)이다
광주안씨는 시조로부터 14세인  전중시어사 휘 유(綏)공이 경상남도 함안(咸安)으로 이거(移居)하였고, 이후 모든 광주안씨 후손들은 함안에서 전국으로 확산하였으며,경기도 광주의 갈마치(시조의 무덤이 있다는 산)아래 텃골(德谷)과 인근에도 세거지(世居地=집성촌)가 있으며, 매년 춘향제(春享祭)는 경남 함안군 선왕동의 봉산재에서 모신다.

## 인구
- 2000년 43,609명
- 2015년 48,033명

## 집성촌
- 경기도 하남시 감북동
- 경기도 하남시 하사창동
- 경기도 광주시 중대동, 덕곡동. 장지동
- 충청북도 진천군
- 충청북도 충주시 노은면 수룡리
- 충청북도 영동군 영동읍 계산리
- 충청남도 천안시 불당동
- 충청남도 서산시
- 충청남도 청양군 청양읍 군량리
- 충청남도 당진시 송악읍 고대리
- 충청남도 홍성군 장곡면 상송리
- 충청남도 부여군 은산면 가곡리
- 충청남도 보령시 남포면 삼현리
- 전라북도 장수군 산서면 오성리
- 전라북도 남원시 보절면 괴양리
- 전라남도 곡성군 석곡면 방송리
- 전라남도 화순군 북면 다곡리
- 경상북도 경주시 강동면 호명리
- 경상북도 영천군 금호읍 도남동
- 경상북도 청도군 운문면 지촌동
- 경상남도 함안군 법수면 대송리
- 경상남도 함안군 칠북면 가연리, 영동리,
- 경상남도 밀양군 상동면 금포리, 성만리, 부북면 사포리, 유방리.
- 경상남도 김해시 진영읍 의전리
- 경상남도 김해시 진례면 시례리, 예동
- 경상남도 양산시 상북면 소토리
- 울산광역시 범서면, 두산면, 망성
- 제주특별자치도 제주시
- 경상남도 밀양시 초동면

## 같이 보기
- 순흥 안씨
- 죽산 안씨
- 탐진 안씨
- 강진 안씨
- 신 죽산 안씨